# مرزوف (دهانه)
مرزوف یک دهانه برخوردی در ماه‌ است.

## دهانه‌های اقماری
این دهانه ۴ دهانه اقماری دارد.
| Morozov | عرض جغرافیایی | طول جغرافیایی | قطر          |
| ------- | ------------- | ------------- | ------------ |
| Y       | ۷.۳° N        | ۱۲۷.۰° E      | ۴۵.۰ کیلومتر |
| C       | ۶.۱° N        | ۱۲۸.۵° E      | ۱۰.۰ کیلومتر |
| E       | ۶.۰° N        | ۱۳۰.۲° E      | ۱۵.۰ کیلومتر |
| F       | ۵.۴° N        | ۱۳۰.۰° E      | ۶۰.۰ کیلومتر |